# Puchar IBU w biathlonie 2022/2023
Puchar IBU w biathlonie 2022/2023 – piętnasta edycja tego cyklu zawodów. Pierwotnie start sezonu zaplanowano w dniach 21–27 listopada 2022 r. w norweskim Sjusjøen, lecz z powodu braku wystarczającej ilości śniegu organizatorzy zostali zmuszeni do odwołania zawodów. Pierwsze starty odbyły się 29 listopada 2022 r. w szwedzkim Idre Fjäll, natomiast ostatnie zawody zostały rozegrane 4 marca 2023 r. w kanadyjskim Canmore. Tegoroczne mistrzostwa Europy, wliczane do klasyfikacji generalnej, odbyły się w dniach 23–29 stycznia 2023 r. w szwajcarskim Lenzerheide.
Tytułów z poprzedniego sezonu bronili: wśród kobiet Francuzka Lou Jeanmonnot, natomiast wśród mężczyzn Norweg Erlend Bjøntegaard.

## Wyniki

### Mężczyźni
| 1. Sjusjøen, 21–27 listopada 2022 | 1. Sjusjøen, 21–27 listopada 2022 | 1. Sjusjøen, 21–27 listopada 2022 | 1. Sjusjøen, 21–27 listopada 2022 | 1. Sjusjøen, 21–27 listopada 2022 |
| Data                              | Konkurencja                       | miejsce                           | miejsce                           | miejsce                           |
| --------------------------------- | --------------------------------- | --------------------------------- | --------------------------------- | --------------------------------- |
| 24 listopada                      | Sprint na 10 km                   | Zawody odwołane                   | Zawody odwołane                   | Zawody odwołane                   |
| 26 listopada                      | Sprint na 10 km                   | Zawody odwołane                   | Zawody odwołane                   | Zawody odwołane                   |

| 2. Idre Fjäll, 26 listopada–4 grudnia 2022 | 2. Idre Fjäll, 26 listopada–4 grudnia 2022 | 2. Idre Fjäll, 26 listopada–4 grudnia 2022 | 2. Idre Fjäll, 26 listopada–4 grudnia 2022 | 2. Idre Fjäll, 26 listopada–4 grudnia 2022 |
| Data                                       | Konkurencja                                | miejsce                                    | miejsce                                    | miejsce                                    |
| ------------------------------------------ | ------------------------------------------ | ------------------------------------------ | ------------------------------------------ | ------------------------------------------ |
| 29 listopada                               | Sprint na 10 km                            | Endre Strømsheim                           | Mats Øverby                                | Philipp Horn                               |
| 30 listopada                               | Bieg pościgowy na 12,5 km                  | Martin Uldal                               | Endre Strømsheim                           | Mats Øverby                                |
| 3 grudnia                                  | Bieg indywidualny na 20 km                 | Endre Strømsheim                           | Aleksander Fjeld Andersen                  | Lucas Fratzscher                           |
| 4 grudnia                                  | Sprint na 10 km                            | Endre Strømsheim                           | Philipp Horn                               | Andrejs Rastorgujevs                       |

| 3. Ridnaun, 12–18 grudnia 2022 | 3. Ridnaun, 12–18 grudnia 2022 | 3. Ridnaun, 12–18 grudnia 2022 | 3. Ridnaun, 12–18 grudnia 2022 | 3. Ridnaun, 12–18 grudnia 2022 |
| Data                           | Konkurencja                    | miejsce                        | miejsce                        | miejsce                        |
| ------------------------------ | ------------------------------ | ------------------------------ | ------------------------------ | ------------------------------ |
| 15 grudnia                     | Sprint na 10 km                | Endre Strømsheim               | Oscar Lombardot                | Martin Uldal                   |
| 17 grudnia                     | Bieg pościgowy na 12,5 km      | Mats Øverby                    | Oscar Lombardot                | Aleksander Fjeld Andersen      |
| 18 grudnia                     | Bieg masowy na 15 km           | Martin Uldal                   | Erlend Bjøntegaard             | Lucas Fratzscher               |

| 4. Osrblie, 2–8 stycznia 2023 | 4. Osrblie, 2–8 stycznia 2023 | 4. Osrblie, 2–8 stycznia 2023 | 4. Osrblie, 2–8 stycznia 2023 | 4. Osrblie, 2–8 stycznia 2023 |
| Data                          | Konkurencja                   | miejsce                       | miejsce                       | miejsce                       |
| ----------------------------- | ----------------------------- | ----------------------------- | ----------------------------- | ----------------------------- |
| 5 stycznia                    | Supersprint na 7,5 km         | Éric Perrot                   | Mats Øverby                   | Martin Uldal                  |
| 7 stycznia                    | Sprint na 10 km               | Éric Perrot                   | Isak Frey                     | Endre Strømsheim              |

| 5. Pokljuka, 9–15 stycznia 2023 | 5. Pokljuka, 9–15 stycznia 2023 | 5. Pokljuka, 9–15 stycznia 2023 | 5. Pokljuka, 9–15 stycznia 2023 | 5. Pokljuka, 9–15 stycznia 2023 |
| Data                            | Konkurencja                     | miejsce                         | miejsce                         | miejsce                         |
| ------------------------------- | ------------------------------- | ------------------------------- | ------------------------------- | ------------------------------- |
| 13 stycznia                     | Bieg indywidualny na 15 km      | Sindre Fjellheim Jorde          | Mats Øverby                     | Vebjørn Sørum                   |
| 14 stycznia                     | Sprint na 10 km                 | Sindre Fjellheim Jorde          | Lucas Fratzscher                | Vebjørn Sørum                   |
| 15 stycznia                     | Sprint na 10 km                 | Vebjørn Sørum                   | Aleksander Fjeld Andersen       | Lucas Fratzscher                |

| Mistrzostwa Europy, Lenzerheide, 23–29 stycznia 2023 | Mistrzostwa Europy, Lenzerheide, 23–29 stycznia 2023 | Mistrzostwa Europy, Lenzerheide, 23–29 stycznia 2023 | Mistrzostwa Europy, Lenzerheide, 23–29 stycznia 2023 | Mistrzostwa Europy, Lenzerheide, 23–29 stycznia 2023 |
| Data                                                 | Konkurencja                                          | miejsce                                              | miejsce                                              | miejsce                                              |
| ---------------------------------------------------- | ---------------------------------------------------- | ---------------------------------------------------- | ---------------------------------------------------- | ---------------------------------------------------- |
| 25 stycznia                                          | Bieg indywidualny na 20 km                           | Endre Strømsheim                                     | Anton Dudczenko                                      | Lovro Planko                                         |
| 27 stycznia                                          | Sprint na 10 km                                      | Erlend Bjøntegaard                                   | Vebjørn Sørum                                        | Philipp Nawrath                                      |
| 28 stycznia                                          | Bieg pościgowy na 12,5 km                            | Vebjørn Sørum                                        | Erlend Bjøntegaard                                   | Endre Strømsheim                                     |

| 7. Obertilliach, 30 stycznia–4 lutego 2023 | 7. Obertilliach, 30 stycznia–4 lutego 2023 | 7. Obertilliach, 30 stycznia–4 lutego 2023 | 7. Obertilliach, 30 stycznia–4 lutego 2023 | 7. Obertilliach, 30 stycznia–4 lutego 2023 |
| Data                                       | Konkurencja                                | miejsce                                    | miejsce                                    | miejsce                                    |
| ------------------------------------------ | ------------------------------------------ | ------------------------------------------ | ------------------------------------------ | ------------------------------------------ |
| 2 lutego                                   | Sprint na 10 km                            | Endre Strømsheim                           | Vebjørn Sørum                              | Dmytro Pidruczny                           |
| 4 lutego                                   | Sprint na 10 km                            | Vebjørn Sørum                              | Endre Strømsheim                           | Anton Ivarsson                             |

| 8. Canmore, 20–28 lutego 2023 | 8. Canmore, 20–28 lutego 2023 | 8. Canmore, 20–28 lutego 2023 | 8. Canmore, 20–28 lutego 2023 | 8. Canmore, 20–28 lutego 2023 |
| Data                          | Konkurencja                   | miejsce                       | miejsce                       | miejsce                       |
| ----------------------------- | ----------------------------- | ----------------------------- | ----------------------------- | ----------------------------- |
| 25 lutego                     | Sprint na 10 km               | Philipp Horn                  | Vebjørn Sørum                 | Johan-Olav Botn               |
| 26 lutego                     | Supersprint na 7,5 km         | Émilien Claude                | Lucas Fratzscher              | Vebjørn Sørum                 |
| 28 lutego                     | Bieg masowy na 15 km          | Aleksander Fjeld Andersen     | Martin Uldal                  | Simon Kaiser                  |

| 9. Canmore, 27 lutego–4 marca 2023 | 9. Canmore, 27 lutego–4 marca 2023 | 9. Canmore, 27 lutego–4 marca 2023 | 9. Canmore, 27 lutego–4 marca 2023 | 9. Canmore, 27 lutego–4 marca 2023 |
| Data                               | Konkurencja                        | miejsce                            | miejsce                            | miejsce                            |
| ---------------------------------- | ---------------------------------- | ---------------------------------- | ---------------------------------- | ---------------------------------- |
| 1 marca                            | Sprint na 10 km                    | Vebjørn Sørum                      | Johan-Olav Botn                    | Daniele Cappellari                 |
| 3 marca                            | Bieg pościgowy na 12,5 km          | Johan-Olav Botn                    | Vebjørn Sørum                      | Lucas Fratzscher                   |

### Kobiety
| 1. Sjusjøen, 21–27 listopada 2022 | 1. Sjusjøen, 21–27 listopada 2022 | 1. Sjusjøen, 21–27 listopada 2022 | 1. Sjusjøen, 21–27 listopada 2022 | 1. Sjusjøen, 21–27 listopada 2022 |
| Data                              | Konkurencja                       | miejsce                           | miejsce                           | miejsce                           |
| --------------------------------- | --------------------------------- | --------------------------------- | --------------------------------- | --------------------------------- |
| 24 listopada                      | Sprint na 7,5 km                  | Zawody odwołane                   | Zawody odwołane                   | Zawody odwołane                   |
| 26 listopada                      | Sprint na 7,5 km                  | Zawody odwołane                   | Zawody odwołane                   | Zawody odwołane                   |

| 2. Idre Fjäll, 26 listopada–4 grudnia 2022 | 2. Idre Fjäll, 26 listopada–4 grudnia 2022 | 2. Idre Fjäll, 26 listopada–4 grudnia 2022 | 2. Idre Fjäll, 26 listopada–4 grudnia 2022 | 2. Idre Fjäll, 26 listopada–4 grudnia 2022 |
| Data                                       | Konkurencja                                | miejsce                                    | miejsce                                    | miejsce                                    |
| ------------------------------------------ | ------------------------------------------ | ------------------------------------------ | ------------------------------------------ | ------------------------------------------ |
| 29 listopada                               | Sprint na 7,5 km                           | Marthe Kråkstad Johansen                   | Janina Hettich-Walz                        | Marion Wiesensarter                        |
| 30 listopada                               | Bieg pościgowy na 10 km                    | Marthe Kråkstad Johansen                   | Gilonne Guigonnat                          | Marion Wiesensarter                        |
| 3 grudnia                                  | Bieg indywidualny na 15 km                 | Janina Hettich-Walz                        | Maren Kirkeeide                            | Mona Brorsson                              |
| 4 grudnia                                  | Sprint na 7,5 km                           | Selina Grotian                             | Tilda Johansson                            | Vanessa Hinz                               |

| 3. Ridnaun, 12–18 grudnia 2022 | 3. Ridnaun, 12–18 grudnia 2022 | 3. Ridnaun, 12–18 grudnia 2022 | 3. Ridnaun, 12–18 grudnia 2022 | 3. Ridnaun, 12–18 grudnia 2022 |
| Data                           | Konkurencja                    | miejsce                        | miejsce                        | miejsce                        |
| ------------------------------ | ------------------------------ | ------------------------------ | ------------------------------ | ------------------------------ |
| 15 grudnia                     | Sprint na 7,5 km               | Federica Sanfilippo            | Vanessa Hinz                   | Paula Botet                    |
| 17 grudnia                     | Bieg pościgowy na 10 km        | Maren Kirkeeide                | Federica Sanfilippo            | Vanessa Hinz                   |
| 18 grudnia                     | Bieg masowy na 12 km           | Gilonne Guigonnat              | Anamarija Lampič               | Tilda Johansson                |

| 4. Osrblie, 2–8 stycznia 2023 | 4. Osrblie, 2–8 stycznia 2023 | 4. Osrblie, 2–8 stycznia 2023 | 4. Osrblie, 2–8 stycznia 2023 | 4. Osrblie, 2–8 stycznia 2023 |
| Data                          | Konkurencja                   | miejsce                       | miejsce                       | miejsce                       |
| ----------------------------- | ----------------------------- | ----------------------------- | ----------------------------- | ----------------------------- |
| 5 stycznia                    | Supersprint na 7,5 km         | Maren Kirkeeide               | Frida Dokken                  | Fany Bertrand                 |
| 7 stycznia                    | Sprint na 7,5 km              | Eleonora Fauner               | Hannah Auchentaller           | Juni Arnekleiv                |

| 5. Pokljuka, 9–15 stycznia 2023 | 5. Pokljuka, 9–15 stycznia 2023 | 5. Pokljuka, 9–15 stycznia 2023 | 5. Pokljuka, 9–15 stycznia 2023 | 5. Pokljuka, 9–15 stycznia 2023 |
| Data                            | Konkurencja                     | miejsce                         | miejsce                         | miejsce                         |
| ------------------------------- | ------------------------------- | ------------------------------- | ------------------------------- | ------------------------------- |
| 13 stycznia                     | Bieg indywidualny na 12,5 km    | Hannah Auchentaller             | Hanna Kebinger                  | Paula Botet                     |
| 14 stycznia                     | Sprint na 7,5 km                | Hanna Kebinger                  | Karoline Erdal                  | Michela Carrara                 |
| 15 stycznia                     | Sprint na 7,5 km                | Paula Botet                     | Hanna Kebinger                  | Lisa Maria Spark                |

| Mistrzostwa Europy, Lenzerheide, 23–29 stycznia 2023 | Mistrzostwa Europy, Lenzerheide, 23–29 stycznia 2023 | Mistrzostwa Europy, Lenzerheide, 23–29 stycznia 2023 | Mistrzostwa Europy, Lenzerheide, 23–29 stycznia 2023 | Mistrzostwa Europy, Lenzerheide, 23–29 stycznia 2023 |
| Data                                                 | Konkurencja                                          | miejsce                                              | miejsce                                              | miejsce                                              |
| ---------------------------------------------------- | ---------------------------------------------------- | ---------------------------------------------------- | ---------------------------------------------------- | ---------------------------------------------------- |
| 25 stycznia                                          | Bieg indywidualny na 15 km                           | Lisa Maria Spark                                     | Julija Dżima                                         | Selina Grotian                                       |
| 27 stycznia                                          | Sprint na 7,5 km                                     | Anastasija Merkuszyna                                | Tilda Johansson                                      | Vanessa Hinz                                         |
| 28 stycznia                                          | Bieg pościgowy na 10 km                              | Selina Grotian                                       | Tilda Johansson                                      | Gilonne Guigonnat                                    |

| 7. Obertilliach, 30 stycznia–4 lutego 2023 | 7. Obertilliach, 30 stycznia–4 lutego 2023 | 7. Obertilliach, 30 stycznia–4 lutego 2023 | 7. Obertilliach, 30 stycznia–4 lutego 2023 | 7. Obertilliach, 30 stycznia–4 lutego 2023 |
| Data                                       | Konkurencja                                | miejsce                                    | miejsce                                    | miejsce                                    |
| ------------------------------------------ | ------------------------------------------ | ------------------------------------------ | ------------------------------------------ | ------------------------------------------ |
| 2 lutego                                   | Sprint na 7,5 km                           | Tilda Johansson                            | Sophie Chauveau                            | Lydia Hiernickel                           |
| 4 lutego                                   | Sprint na 7,5 km                           | Juni Arnekleiv                             | Fuyuko Tachizaki                           | Selina Grotian                             |

| 8. Canmore, 20–28 lutego 2023 | 8. Canmore, 20–28 lutego 2023 | 8. Canmore, 20–28 lutego 2023 | 8. Canmore, 20–28 lutego 2023 | 8. Canmore, 20–28 lutego 2023 |
| Data                          | Konkurencja                   | miejsce                       | miejsce                       | miejsce                       |
| ----------------------------- | ----------------------------- | ----------------------------- | ----------------------------- | ----------------------------- |
| 25 lutego                     | Sprint na 7,5 km              | Maren Kirkeeide               | Paula Botet                   | Chrystyna Dmytrenko           |
| 26 lutego                     | Supersprint na 7,5 km         | Emilie Ågheim Kalkenberg      | Michela Carrara               | Paula Botet                   |
| 28 lutego                     | Bieg masowy na 12 km          | Marthe Kråkstad Johansen      | Mareike Braun                 | Gilonne Guigonnat             |

| 9. Canmore, 27 lutego–4 marca 2023 | 9. Canmore, 27 lutego–4 marca 2023 | 9. Canmore, 27 lutego–4 marca 2023 | 9. Canmore, 27 lutego–4 marca 2023 | 9. Canmore, 27 lutego–4 marca 2023 |
| Data                               | Konkurencja                        | miejsce                            | miejsce                            | miejsce                            |
| ---------------------------------- | ---------------------------------- | ---------------------------------- | ---------------------------------- | ---------------------------------- |
| 1 marca                            | Sprint na 7,5 km                   | Emilie Ågheim Kalkenberg           | Paula Botet                        | Marthe Kråkstad Johansen           |
| 3 marca                            | Bieg pościgowy na 10 km            | Marthe Kråkstad Johansen           | Emilie Ågheim Kalkenberg           | Ella Halvarsson                    |

### Sztafety mieszane
| 1. Sjusjøen, 21–27 listopada 2022 | 1. Sjusjøen, 21–27 listopada 2022            | 1. Sjusjøen, 21–27 listopada 2022 | 1. Sjusjøen, 21–27 listopada 2022 | 1. Sjusjøen, 21–27 listopada 2022 |
| Data                              | Konkurencja                                  | miejsce                           | miejsce                           | miejsce                           |
| --------------------------------- | -------------------------------------------- | --------------------------------- | --------------------------------- | --------------------------------- |
| 27 listopada                      | Pojedyncza sztafeta mieszana (6 km + 7,5 km) | Zawody odwołane                   | Zawody odwołane                   | Zawody odwołane                   |
| 27 listopada                      | Sztafeta mieszana (4 × 6 km)                 | Zawody odwołane                   | Zawody odwołane                   | Zawody odwołane                   |

| 4. Osrblie, 2–8 stycznia 2022 | 4. Osrblie, 2–8 stycznia 2022                | 4. Osrblie, 2–8 stycznia 2022                                            | 4. Osrblie, 2–8 stycznia 2022                                                      | 4. Osrblie, 2–8 stycznia 2022                                              |
| Data                          | Konkurencja                                  | miejsce                                                                  | miejsce                                                                            | miejsce                                                                    |
| ----------------------------- | -------------------------------------------- | ------------------------------------------------------------------------ | ---------------------------------------------------------------------------------- | -------------------------------------------------------------------------- |
| 8 stycznia                    | Pojedyncza sztafeta mieszana (6 km + 7,5 km) | Norwegia Mats Øverby · Frida Dokken                                      | Francja Paul Fontaine · Paula Botet                                                | Szwajcaria Gion Stalder · Flurina Volken                                   |
| 8 stycznia                    | Sztafeta mieszana (4 × 7,5 km)               | Norwegia Isak Frey · Endre Strømsheim · Juni Arnekleiv · Maren Kirkeeide | Niemcy Lucas Fratzscher · Philipp Nawrath · Marion Wiesensarter · Juliane Frühwirt | Szwecja Anton Ivarsson · Oskar Brandt · Sara Andersson · Felicia Lindqvist |

| Mistrzostwa Europy, Lenzerheide, 23–29 stycznia 2023 | Mistrzostwa Europy, Lenzerheide, 23–29 stycznia 2023 | Mistrzostwa Europy, Lenzerheide, 23–29 stycznia 2023                           | Mistrzostwa Europy, Lenzerheide, 23–29 stycznia 2023                          | Mistrzostwa Europy, Lenzerheide, 23–29 stycznia 2023                        |
| Data                                                 | Konkurencja                                          | miejsce                                                                        | miejsce                                                                       | miejsce                                                                     |
| ---------------------------------------------------- | ---------------------------------------------------- | ------------------------------------------------------------------------------ | ----------------------------------------------------------------------------- | --------------------------------------------------------------------------- |
| 29 stycznia                                          | Pojedyncza sztafeta mieszana (6 km + 7,5 km)         | Norwegia Juni Arnekleiv · Endre Strømsheim                                     | Szwajcaria Amy Baserga · Niklas Hartweg                                       | Francja Paula Botet · Émilien Claude                                        |
| 29 stycznia                                          | Sztafeta mieszana (4 × 6 km)                         | Norwegia Maren Kirkeeide · Karoline Erdal · Erlend Bjøntegaard · Vebjørn Sørum | Niemcy Lisa Maria Spark · Selina Grotian · Dominic Schmuck · Lucas Fratzscher | Szwecja Tilda Johansson · Stina Nilsson · Malte Stefansson · Anton Ivarsson |

| 9. Canmore, 27 lutego–4 marca 2023 | 9. Canmore, 27 lutego–4 marca 2023           | 9. Canmore, 27 lutego–4 marca 2023                                                              | 9. Canmore, 27 lutego–4 marca 2023                                        | 9. Canmore, 27 lutego–4 marca 2023                                           |
| Data                               | Konkurencja                                  | miejsce                                                                                         | miejsce                                                                   | miejsce                                                                      |
| ---------------------------------- | -------------------------------------------- | ----------------------------------------------------------------------------------------------- | ------------------------------------------------------------------------- | ---------------------------------------------------------------------------- |
| 4 marca                            | Pojedyncza sztafeta mieszana (6 km + 7,5 km) | Norwegia Martin Uldal · Marthe Kråkstad Johansen                                                | Austria Patrick Jakob · Kristina Oberthaler                               | Francja Émilien Claude · Paula Botet                                         |
| 4 marca                            | Sztafeta mieszana (4 × 7,5 km)               | Norwegia Aleksander Fjeld Andersen · Vebjørn Sørum · Emilie Ågheim Kalkenberg · Maren Kirkeeide | Niemcy Lucas Fratzscher · Philipp Horn · Mareike Braun · Juliane Frühwirt | Francja Rémi Broutier · Ambroise Meunier · Camille Bened · Gilonne Guigonnat |

## Klasyfikacje

### Mężczyźni
| Miejsce | Zawodnik                  | Punkty |
| ------- | ------------------------- | ------ |
| 1.      | Endre Strømsheim          | 1051   |
| 2.      | Lucas Fratzscher          | 923    |
| 3.      | Vebjørn Sørum             | 910    |
| 4.      | Aleksander Fjeld Andersen | 847    |
| 5.      | Mats Øverby               | 812    |
| 6.      | Martin Uldal              | 694    |
| 7.      | Philipp Horn              | 674    |
| 8.      | Dominic Schmuck           | 577    |
| 9.      | Oscar Lombardot           | 400    |
| 10.     | Rémi Broutier             | 400    |

| Miejsce | Zawodnik               | Punkty |
| ------- | ---------------------- | ------ |
| 11.     | Daniele Cappellari     | 397    |
| 12.     | Artem Tyszczenko       | 380    |
| 13.     | Vítězslav Hornig       | 378    |
| 14.     | Johan-Olav Botn        | 355    |
| 15.     | Erlend Bjøntegaard     | 348    |
| 16.     | Sindre Fjellheim Jorde | 346    |
| 17.     | Simon Kaiser           | 344    |
| 18.     | Ambroise Meunier       | 318    |
| 19.     | Marco Groß             | 306    |
| 20.     | Anton Ivarsson         | 301    |

| Miejsce | Zawodnik                  | Punkty |
| ------- | ------------------------- | ------ |
| 1.      | Endre Strømsheim          | 225    |
| 2.      | Mats Øverby               | 143    |
| 3.      | Sindre Fjellheim Jorde    | 126    |
| 4.      | Aleksander Fjeld Andersen | 106    |
| 5.      | Dominic Schmuck           | 102    |
| 6.      | Vebjørn Sørum             | 100    |
| 7.      | Philipp Horn              | 93     |
| 8.      | Lucas Fratzscher          | 92     |
| 9.      | Anton Dudczenko           | 75     |
| 10.     | Ambroise Meunier          | 72     |

| Miejsce | Zawodnik                  | Punkty |
| ------- | ------------------------- | ------ |
| 1.      | Endre Strømsheim          | 583    |
| 2.      | Vebjørn Sørum             | 555    |
| 3.      | Lucas Fratzscher          | 444    |
| 4.      | Philipp Horn              | 423    |
| 5.      | Aleksander Fjeld Andersen | 394    |
| 6.      | Mats Øverby               | 347    |
| 7.      | Dominic Schmuck           | 254    |
| 8.      | Oscar Lombardot           | 243    |
| 9.      | Rémi Broutier             | 210    |
| 10.     | Simon Kaiser              | 190    |

| Miejsce | Zawodnik                  | Punkty |
| ------- | ------------------------- | ------ |
| 1.      | Martin Uldal              | 212    |
| 2.      | Mats Øverby               | 187    |
| 3.      | Endre Strømsheim          | 171    |
| 4.      | Lucas Fratzscher          | 171    |
| 5.      | Vebjørn Sørum             | 165    |
| 6.      | Aleksander Fjeld Andersen | 117    |
| 7.      | Dominic Schmuck           | 109    |
| 8.      | Vítězslav Hornig          | 108    |
| 9.      | Erlend Bjøntegaard        | 107    |
| 10.     | Oscar Lombardot           | 102    |

| Miejsce | Zawodnik                  | Punkty |
| ------- | ------------------------- | ------ |
| 1.      | Lucas Fratzscher          | 106    |
| 1.      | Mats Øverby               | 106    |
| 3.      | Martin Uldal              | 105    |
| 4.      | Aleksander Fjeld Andersen | 95     |
| 5.      | Émilien Claude            | 90     |
| 5.      | Éric Perrot               | 90     |
| 7.      | Daniele Cappellari        | 70     |
| 8.      | Dominic Schmuck           | 61     |
| 9.      | Vebjørn Sørum             | 60     |
| 10.     | Oskar Brandt              | 51     |

| Miejsce | Zawodnik                  | Punkty |
| ------- | ------------------------- | ------ |
| 1.      | Martin Uldal              | 165    |
| 2.      | Aleksander Fjeld Andersen | 135    |
| 3.      | Lucas Fratzscher          | 110    |
| 4.      | Daniele Cappellari        | 76     |
| 5.      | Erlend Bjøntegaard        | 75     |
| 6.      | Simon Kaiser              | 70     |
| 7.      | Dominic Schmuck           | 51     |
| 8.      | Martin Nevland            | 50     |
| 9.      | Rusłan Tkałenko           | 49     |
| 10.     | Sandro Bovisi             | 48     |

| Miejsce | Kraj              | Punkty |
| ------- | ----------------- | ------ |
| 1.      | Norwegia          | 8392   |
| 2.      | Niemcy            | 7324   |
| 3.      | Francja           | 6937   |
| 4.      | Włochy            | 6409   |
| 5.      | Ukraina           | 6390   |
| 6.      | Austria           | 6368   |
| 7.      | Szwecja           | 6356   |
| 8.      | Szwajcaria        | 5937   |
| 9.      | Czechy            | 5202   |
| 10.     | Stany Zjednoczone | 4934   |

### Kobiety
| Miejsce | Zawodniczka              | Punkty |
| ------- | ------------------------ | ------ |
| 1.      | Tilda Johansson          | 844    |
| 2.      | Gilonne Guigonnat        | 842    |
| 3.      | Paula Botet              | 803    |
| 4.      | Maren Kirkeeide          | 771    |
| 5.      | Marthe Kråkstad Johansen | 751    |
| 6.      | Selina Grotian           | 614    |
| 7.      | Vanessa Hinz             | 533    |
| 8.      | Michela Carrara          | 522    |
| 9.      | Lisa Maria Spark         | 482    |
| 10.     | Emilie Ågheim Kalkenberg | 481    |

| Miejsce | Zawodniczka         | Punkty |
| ------- | ------------------- | ------ |
| 11.     | Juni Arnekleiv      | 478    |
| 12.     | Camille Bened       | 446    |
| 13.     | Marion Wiesensarter | 411    |
| 14.     | Juliane Frühwirt    | 407    |
| 15.     | Karoline Erdal      | 398    |
| 16.     | Mareike Braun       | 370    |
| 17.     | Felicia Lindqvist   | 349    |
| 18.     | Fany Bertrand       | 334    |
| 19.     | Frida Dokken        | 331    |
| 20.     | Beatrice Trabucchi  | 331    |

| Miejsce | Zawodniczka              | Punkty |
| ------- | ------------------------ | ------ |
| 1.      | Lisa Maria Spark         | 164    |
| 2.      | Tilda Johansson          | 121    |
| 3.      | Selina Grotian           | 107    |
| 4.      | Hannah Auchentaller      | 92     |
| 5.      | Paula Botet              | 91     |
| 6.      | Janina Hettich-Walz      | 90     |
| 7.      | Vanessa Hinz             | 82     |
| 8.      | Marthe Kråkstad Johansen | 77     |
| 9.      | Maren Kirkeeide          | 75     |
| 10.     | Hanna Kebinger           | 75     |
| 10.     | Julija Dżima             | 75     |

| Miejsce | Zawodniczka              | Punkty |
| ------- | ------------------------ | ------ |
| 1.      | Paula Botet              | 504    |
| 2.      | Tilda Johansson          | 429    |
| 3.      | Gilonne Guigonnat        | 372    |
| 4.      | Marthe Kråkstad Johansen | 355    |
| 5.      | Maren Kirkeeide          | 335    |
| 6.      | Selina Grotian           | 330    |
| 7.      | Juni Arnekleiv           | 305    |
| 8.      | Vanessa Hinz             | 267    |
| 9.      | Karoline Erdal           | 249    |
| 10.     | Camille Bened            | 247    |

| Miejsce | Zawodniczka              | Punkty |
| ------- | ------------------------ | ------ |
| 1.      | Marthe Kråkstad Johansen | 209    |
| 2.      | Gilonne Guigonnat        | 201    |
| 3.      | Tilda Johansson          | 187    |
| 4.      | Maren Kirkeeide          | 172    |
| 5.      | Selina Grotian           | 150    |
| 6.      | Vanessa Hinz             | 139    |
| 7.      | Paula Botet              | 119    |
| 8.      | Michela Carrara          | 118    |
| 9.      | Marion Wiesensarter      | 109    |
| 10.     | Emilie Ågheim Kalkenberg | 94     |

| Miejsce | Zawodniczka              | Punkty |
| ------- | ------------------------ | ------ |
| 1.      | Maren Kirkeeide          | 140    |
| 2.      | Emilie Ågheim Kalkenberg | 90     |
| 3.      | Frida Dokken             | 75     |
| 3.      | Michela Carrara          | 75     |
| 5.      | Paula Botet              | 60     |
| 5.      | Fany Bertrand            | 60     |
| 7.      | Juliane Frühwirt         | 59     |
| 8.      | Felicia Lindqvist        | 55     |
| 9.      | Beatrice Trabucchi       | 53     |
| 10.     | Katharina Komatz         | 52     |

| Miejsce | Zawodniczka              | Punkty |
| ------- | ------------------------ | ------ |
| 1.      | Gilonne Guigonnat        | 150    |
| 2.      | Marthe Kråkstad Johansen | 90     |
| 3.      | Mareike Braun            | 84     |
| 4.      | Tilda Johansson          | 82     |
| 5.      | Anamarija Lampič         | 75     |
| 6.      | Michela Carrara          | 71     |
| 7.      | Kristina Oberthaler      | 60     |
| 8.      | Beatrice Trabucchi       | 59     |
| 9.      | Juliane Frühwirt         | 56     |
| 10.     | Lisa Maria Spark         | 54     |

| Miejsce | Kraj              | Punkty |
| ------- | ----------------- | ------ |
| 1.      | Norwegia          | 7761   |
| 2.      | Francja           | 7472   |
| 3.      | Szwecja           | 7200   |
| 4.      | Niemcy            | 7141   |
| 5.      | Austria           | 6653   |
| 6.      | Włochy            | 6610   |
| 7.      | Szwajcaria        | 6122   |
| 8.      | Ukraina           | 5938   |
| 9.      | Czechy            | 5092   |
| 10.     | Stany Zjednoczone | 4544   |

### Sztafety mieszane
| Miejsce | Kraj              | Punkty |
| ------- | ----------------- | ------ |
| 1.      | Norwegia          | 540    |
| 2.      | Francja           | 341    |
| 3.      | Niemcy            | 305    |
| 4.      | Austria           | 295    |
| 5.      | Szwajcaria        | 293    |
| 6.      | Szwecja           | 271    |
| 7.      | Ukraina           | 226    |
| 8.      | Włochy            | 211    |
| 9.      | Czechy            | 167    |
| 10.     | Stany Zjednoczone | 155    |

| Miejsce | Kraj      | Punkty |
| ------- | --------- | ------ |
| 11.     | Polska    | 145    |
| 12.     | Litwa     | 135    |
| 13.     | Kanada    | 110    |
| 14.     | Finlandia | 108    |
| 15.     | Rumunia   | 105    |
| 16.     | Bułgaria  | 95     |
| 17.     | Estonia   | 86     |
| 18.     | Słowacja  | 85     |
| 19.     | Łotwa     | 81     |
| 20.     | Mołdawia  | 75     |